# Đa thức cực tiểu (đại số tuyến tính)
Trong đại số tuyến tính, đa thức cực tiểu μA của một ma trận n × n A trên một trường F là một đa thức monic P trên F với bậc thấp nhất sao cho P(A) = 0. Bất kỳ đa thức Q nào khác sao cho Q(A) = 0 là một bội của μA.
Các khẳng định sau là tương đương:
1. λ là một nghiệm của μA,
2. λ là một nghiệm của đa thức đặc trưng χA of A,
3. λ là một giá trị riêng của ma trận A.

Độ bội (hay số bội) của một nghiệm λ của μA là lũy thừa m lớn nhất sao cho ker((A − λIn)m) bao hàm ngặt ker((A − λIn)m−1). Nói cách khác, việc tăng số mũ lên đến m sẽ cho hạch tăng liên tục, nhưng tăng thêm số mũ lớn hơn m thì chỉ cho cùng một hạch.

## Định nghĩa
Cho một tự đồng cấu T trên không gian vectơ hữu hạn V trên một trường F, đặt IT là tập hợp
{\displaystyle {\mathit {I}}_{T}=\{p\in \mathbf {F} [t]\mid p(T)=0\}}
trong đó F[t] là không gian của tất cả các đa thức trên trường F. IT là một i-đê-an đích thực của F[t]. Vì F là một trường, F[t] là miền chính, do đó, bất kỳ i-đê-an nào cũng là một i-đê-an chính. Đa thức cực tiểu được định nghĩa là đa thức monic duy nhất sinh IT. Đây là đa thức monic bậc thấp nhất trong IT

### Thí dụ
Đa thức cực tiểu của ma trận đơn vị là {\displaystyle t-1\in k[t]}, trong khi đa thức đặc trưng của ma trận đơn vị là {\displaystyle (t-1)^{n}}. Tương tự, đa thức cực tiểu của ma trận {\displaystyle 0} là {\displaystyle t}, và đa thức đặc trưng của nó là {\displaystyle t^{n}}.